# Eadburh
Eadburh, també escrit Eadburg, (fl. 787–802) va ser la filla del rei Offa de Mèrcia i la reina Cynethryth. Es va casar amb el rei Beorhtric de Wessex, i segons el llibre d'Asser La Vida d'Alfred el Gran, Eadburh, accidentalment, enverinà el seu marit i va fugir al regne Franc, on sembla que va tenir la possibilitat de casar-se amb Carlemany, però va espatllar l'oportunitat. En comptes d'això va ser designada com abadessa d'un convent i posteriorment, sembla que va ser expulsada del monestir per haver fornicat amb un exiliat anglès acabant els seus dies demanant almoina pels carrers de Pavia.

## Família
Eadburh era la filla del rei Offa i la seva reina, Cynethryth. Era una de cinc fills, quatre d'ells noies.

## Reina
Eadburh es va casar l'any 789 amb Beorhtric, rei de Wessex del 787 al 802. Offa era llavors el rei més poderós a Anglaterra, i Beorhtric va guanyar el seu suport arran del matrimoni. Segons Asser, Eadburh va esdevenir molt poderosa, i sovint reclamava l'execució o l'exili dels seus enemics. També es diu que assassinava a aquells a qui no podia fer que Beorhtric els matés, enverinant els seus aliments o begudes. Segons Asser, l'any 802, Eadburh intentava enverinar a un jove favorit del rei però en comptes d'això els va matar a tots dos. El nom del jove podia ser Worr, ja que a la Crònica anglosaxona hi ha registre de la mort dels dos homes poc abans de la successió d'Egbert, l'avi d'Alfred el Gran, com a rei de Wessex.

## Exili
Eadburg subsegüentment va fugir al país dels Francs i es va refugiar al palau de Carlemany, on el successor del seu marit, Egbert, havia estat refugiat després de ser exiliat per Beorhtric. Allà Asser relata que Carlemany es va enamorar bojament de l'anterior reina i que li va portar un dels seus fills preguntant-li si preferia casar-se amb ell o amb el seu fill. Eadburh va contestar que, donada la joventut del fill, el preferia a ell. Carlemany la va respondre dient-li: "Si tu m'haguessis escollit ens hauries tingut a tots dos. Però, com l'has escollit a ell, no en tindràs a cap." En comptes d'això li va oferir una posició d'abadessa d'un convent que ella va acceptar.
Aviat però, va ser caçada en un afer sexual amb un altre home saxó, i després de ser condemnada va ser expulsada, amb ordre directe de Carlemany, sense diners, al carrer. Va viure com a captaire als carrers de Pavia la resta de la seva vida.